# Burnhaupt-le-Bas
Burnhaupt-le-Bas je občina v departmaju Haut-Rhin francoske regije Alzacija.
Leta 2009 je v občini živelo 1.700 oseb oz. 144 oseb/km².